# 3G
3G (engleză: 3rd generation) este numele generației a treia de tehnologie telefonică mobilă GSM, după 2G și așa numita 2.5G.

## Caracteristici
Serviciile 3G au capacitatea de a transfera simultan două tipuri de informații: voce (o convorbire telefonică) și non-voce, ca de exemplu transfer de date: de poștă electronică, mesaje instante sau și pagini de web. 3G nu folosește aceleași frecvențe radio ca 2G, necesitând în majoritate rețele noi și autorizații noi de funcționare. Doar în Statele Unite ale Americii operatorii de telefonie încep să utilizeze 3G pe frecvențele vechi ale generației 2G, introducând treptat noua tehnologie. 

## Proiecte 3G
3rd Generation Partnership Project ("3GPP") este o colaborare între asociații și grupuri de telecomunicație în scopul definirii unui standard comun care să respecte recomandările International Telecommunication Union (ITU). 3GPP se bazează pe specificațiile GSM și se referă la arhitecturile transmisiilor radio, rețelei centrale (core network) și de servicii pentru standardul UMTS.
3rd Generation Partnership Project 2 ("3GPP2") este tot o colaborare între asociații și grupuri de telecomunicație în scopul definirii unui standard comun care să respecte recomandările ITU. 3GPP2 se referă la standardele 3G bazate pe tehnologia 2G CDMA (CDMA one, IS-95), și definește standardul CDMA2000.

## Tehnologia 3.9G
"3.9G" este o tehnologie în telefonia mobilă bazată pe standardul 3G dar cu capabilități deja apropiate de viitoarea 4G. Este preconizat a intra pe piață în 2010. Va permite transferul de date fără fir la viteze aproape egale cu cele ale cablurilor de fibre optice, de ordinul a 100 megabit/s (față de max. 7,2 Mbit/s la tehnologia 3G). Acest lucru este posibil datorită folosirii noului sistem de telecomunicații Long Term Evolution (LTE), care expandează gama frecvențelor de aproape 10 ori în comparație cu cele folosite actualmente (2009) în telefonia mobilă, ceea ce va elimina congestia și interferențele din transmiterea de date. Totodată, un telefon mobil va avea nevoie de până la 4 antene, în comparație cu una singură la telefoanele 3G. 
Sistemul 3.9G schimbă de asemenea felul în care este alocată transmisia datelor. În tehnologia 3G transmisia datelor de către utilizatori diferiți este alocată ori unei frecvențe specifice, ori unui timp anume, în timp ce sistemul LTE combină aceste două metode.
Cel mai mare beneficiar al serviciului 3.9G va fi așa numita metodă cloud computing, unde softwareul necesar utilizatorului (eventual împreună cu datele sale) nu mai este stocat local, ci pe un server "undeva" în Internet.
Compania japoneză NTT DoCoMo va introduce sistemul 3.9G în 2010, iar compania KDDI în decembrie 2012.